# Hero (canção de Mariah Carey)
Hero é uma canção da artista musical estadunidense Mariah Carey. Foi lançado em 19 de outubro de 1993 pela Columbia Records como o segundo single do seu terceiro álbum de estúdio, Music Box (1993). Originalmente destinada a Gloria Estefan, a canção foi escrita e produzida por Carey e Walter Afanasieff. Enquanto escrevia a música, Carey não se ligava ao seu estilo musical ou som, portanto não a enviaram para banda sonora do filme de mesmo nome. No entanto, depois de ser convencida a mantê-la, ela foi personalizada, dando-lhe uma melodia mais voltada a música pop e R&B, também alterando algumas partes da letra, de forma que a se ajustasse à sua personalidade. Liricamente, a canção é considerada uma das baladas mais inspiradoras e pessoais de Carey, com o seu protagonista declarando que, embora nos possamos sentir desencorajados ou em baixo, às vezes, na realidade, somos "heróis" se olharmos para dentro de nós mesmos e ver a nossa própria força interior; o tempo irá ajudarnos a "encontrar o caminho".
A canção recebeu opiniões mistas por críticos de música contemporânea por seu conteúdo lírico, também pelo desempenho vocal de Carey. Além de suas letras, "Hero" derivou seu gancho e de som de vários instrumentos musicais como a guitarra, piano e órgão. A canção experimentou um sucesso forte em vários mercados internacionais, e também se tornou oitavo primeiro lugar de Carey na Billboard Hot 100. Além disso, foi classificado em número onze na Parada Musical de Fim de Ano da Billboard, e o número 53 na Parada Musical do Fim da Década. Fora dos Estados Unidos, "Hero" desfrutava de posições fortes nos gráficos, alcançando os cinco primeiros lugares no Canadá, França, Irlanda, Nova Zelândia e Noruega e os dez primeiros na Austrália e no Reino Unido.
Devido a pedidos de fãs, também pelo significado pessoal, a música continua sendo uma das músicas mais executadas de Carey. Considerada por muitos como a sua canção assinatura, a canção foi executada originalmente no The Arsenio Hall Show, The Jay Leno Show, e Hey Hey It's Saturday, durante sua performance original nas paradas musicais. Além disso, Carey realizou-a em várias maratonas televisivas ao vivo, como Pavarotti and Friends e Michael Jackson & Friends ambos em 1999, America: A Tribute to Heroes em 2001, Live 8 em 2005, e na posse de Barack Obama em 2009. Além disso, a canção foi apresentada no set-lists de todas as turnês de Carey, geralmente servindo como encore ou a faixa de encerramento, e fazendo sua estreia durante a turnê que acompanhou o álbum, Music Box Tour. A canção foi incluída em vários álbuns de compilação de Carey, Number 1's (1998), Greatest Hits (2001) e The Ballads (2008).
Ao longo da sua carreira, Carey regravou a música duas vezes, e vários outros vídeos da canção, além do original. O primeiro videoclipe para a canção foi filmado por Larry Jordan em julho de 1993 durante um concerto privado no Proctor's Theatre, mais tarde lançado na mídia Here Is Mariah Carey. Em 2001, após os ataques de 11 de Setembro, Carey regravou a canção como um single extra intitulado Never Too Far/Hero Medley, um medley que estava em atividade no momento, "Never Too Far". Além disso, antes do lançamento de seu álbum de compilações The Ballads, Carey regravou "Hero" e filmou um novo vídeo com imagens dos bastidores do estúdio. "Hero" ganhou dois prêmios ASCAP de Rhythm & Soul Music, um ASCAP de Pop Music Award e um prêmio BMI de Pop Award para o compositor.

## Antecedentes
Em 1989, Carey foi descoberta por Tommy Mottola, diretor executivo da Columbia Records, e foi rapidamente assinar com a gravadora. O álbum de estreia, seu auto-intitulado, lançado no ano seguinte, foi focado na re-gravação e masterização de várias músicas que ela já tinha escrito na época de escola ao lado do colega de classe, Ben Margulies. Além das sete músicas retiradas de sua fita demo, quatro outras faixas foram escritas e produzidas por Carey e uma série de produtores de discos famosos. O álbum foi elogiado pelos críticos, que o chamou de uma estreia madura, cheia de influências vários gêneros que vão de pop, R&B e soul. O álbum se tornou um sucesso comercial, vendendo mais de 15 milhões de exemplares mundialmente. Após fazer um forte impacto sobre a música pop, Carey ficou interessada em alterar o seu som, e desviando-se de música pop em seu segundo álbum de estúdio, Emotions (1991). Seguindo o sucesso de sua estreia, a gravadora Columbia permitiu que ela tivesse mais controle musical, permitindo que ela mudasse e fundisse seus gêneros, melodias e produção. Durante a gravação do álbum, Carey trabalhou com vários músicos e produtores diferentes, além de Walter Afanasieff, o único produtor de sua estreia.
Emotions continha influências de baladas dos anos 1950, 60 e 70 e de música gospel, também continuando seu trabalho no R&B e soul. O álbum, ainda aplaudido por alguns por ser mais maduro e cru, não chegou a altura das críticas ou do desempenho comercial de seu álbum de estreia, vendendo muito menos e não conseguindo introduzir Carey em um mercado diferente. Na sequência destes acontecimentos, a Columbia decidiu colocar Carey no mercado em uma forma similar a sua estreia, produzindo músicas mais comerciais, possíveis para tocarem nas rádios. Seus planos eram de usar tons baixos nos vocais de Carey, e suavizar a produção do álbum, deixando um registro pop mais contemporâneo. Concordando com a mudança, Carey e Afanasieff começaram a escrever e gravar material para seu terceiro álbum de estúdio, Music Box (1993). Na primeira faixa do álbum, "Dreamlover", Carey trabalhou com Dave Hall durante toda a produção da música. Afim de ajudar com alguns arranjos da canção, Mottola pediu a ajuda de Walter Afanasieff, que assumiu a faixa e a transformou em uma batida mais comercial.

## Composição e produção
Além de seu trabalho como vocalista e artista, Carey estava se tornando conhecida como compositora, tendo escrito e produzido todo o seu próprio material ao longo de sua carreira. Durante a produção do Music Box, ela foi abordada pela Epic Records para escrever e gravar uma música ao lado de Afanasieff, e lançá-la na trilha sonora do filme Hero de 1992, com Dustin Hoffman e Geena Davis. Enquanto Carey estava interessada no projeto, Mottola foi muito inflexível ao permitir que Carey participasse de qualquer coisa envolvendo filmes, temendo que isso prejudicasse sua carreira. Além disso, a Columbia sentiu-se pouco à vontade em permitir que o artista mais vendido de seu catálogo contribuísse com outra gravadora, mesmo uma filial da mesma empresa-mãe, a  Sony. Então, eles queriam tentar a próxima melhor coisa, que era fazer com que escrevêssemos alguma coisa". Ainda interessada em trabalhar para o filme, Carey concordou em escrever a música do filme, destinada à cantora, Gloria Estefan. Carey e Afanasieff sentaram-se juntos em um estúdio em Nova York e, ao longo de duas horas, compuseram a melodia, a letra e o conceito da música. Em uma entrevista com Fred Bronson, Afanasieff discutiu o processo em que eles haviam completado a versão básica da música:

Eu fui para Nova York e estávamos no estúdio e paramos. Eu estava sentado ao piano e contei a Mariah sobre esse filme. Dentro de duas horas, tivemos essa semente incrível para essa música, 'Hero'. Nunca foi para Mariah cantar. Em sua mente, estávamos escrevendo uma música para Gloria Estefan para este filme. E nós entramos em uma área em que Mariah realmente não entrou - em suas palavras, era um pouco sentimental ou muito bailarina ou antiquada, tanto quanto melodia e letra.

Enquanto terminavam a demo da música, Tommy Mottola, CEO of Sony Music Entertainment e noivo de Carey, entrou no estúdio. Depois de ouvir a versão aproximada da música, na qual eles ainda estavam trabalhando, ele se interessou por ela, perguntando a qual projeto a música pertencia. Carey explicou a ele o conceito e como a música seria usada para o filme Hero. Mottola imediatamente gostou muito da música, respondendo: "Você está brincando comigo? Você não pode dar essa música a este filme. Isso é bom demais. Mariah, você tem que aceitar essa música. Você tem que fazer isto." Inicialmente, Carey foi guiado pelo tema do filme, mas Afanasieff reconheceu que ela fez uma música muito pessoal depois de decidir mantê-lo, alterando algumas das letras, clave e instrumentação. Após a decisão de manter "Hero", Afanasieff voltou para a equipe da Epic e disse que eles não haviam conseguido criar uma música para a trilha sonora. Estefan nunca ouviu falar que a música era originalmente para ela, e a música que acabou na trilha sonora foi "Heart of a Hero", escrita, produzida e gravada por Luther Vandross. Nas semanas seguintes, depois de completar a música, Afanasieff conversou com Bronson sobre sua gravação e como Carey criou várias versões da faixa:

Houve uma apresentação mais simples em fita e outra mais difícil, com Mariah cantando mais, com mais lambidas. Mas nós escolhemos um meio feliz. A música realmente exige nada realmente chique. Mas ela está sempre lutando contra as forças dentro dela, porque ela é a defensora do próprio diabo. Ela quer fazer algo tão exagerado e usar seus talentos e a voz que ela tem. Mas ela também sabe que precisa se conter e fazer o que a música realmente exige.

## Composição e conteúdo lírico
"Hero" é uma balada de tempo-médio. Foi escrito e produzido por Carey e Afanasieff, e foi lançado como o segundo single de seu terceiro álbum de estúdio, Music Box. Ele incorpora música de vários instrumentos musicais, incluindo piano, guitar and órgão. De acordo com as partituras publicadas no Musicnotes.com pela Alfred Music Publishing, a música é definida em tempo comum, com um ritmo moderado de 62 batidas por minuto. É composta na tecla de Mi maior com o alcance vocal de Carey que se estende desde a nota baixa de G3 para a nota alta de E5. O refrão da música tem uma progressão básica de acordes Gsus2–G–G/F–Em7–G/D–C-G/B–Am7. Originalmente, Carey sentiu que a música era "muito melosa" e exagerada para ela, e não alinhada com seu outro trabalho. No entanto, depois de convencida por Mottola a manter a música, Carey mudou a música e a personalizou. Durante esse período, ela passou a sentir uma conexão com a música e suas letras. Segundo o autor Chris Nickson, "Hero" é uma das baladas mais pessoais e inspiradoras de Carey. Carey descreveu como a música nunca foi a sua favorita, no entanto, depois de todas as cartas e mensagens dos fãs que recebeu sobre a música, sentiu a necessidade de tocá-la o mais rápido possível. Em uma entrevista com Fred Bronson, Carey descreveu o significado da música para ela e para os fãs:

Uma pessoa pode dizer que 'Hero' é um pedaço de lixo meloso, mas outra pessoa pode me escrever uma carta e dizer: 'Eu considerei cometer suicídio todos os dias da minha vida nos últimos dez anos até ouvir essa música, e eu percebi, afinal, que eu posso ser meu próprio herói', e isso é um sentimento inexplicável, como se eu tivesse feito algo com a minha vida, sabe? Isso significava algo para alguém.

A letra da música descreve o poder individual que está dentro de cada pessoa, sua capacidade de ser seu próprio herói. Segundo a autora Carol K. Ingall, a música inspira qualquer pessoa a ser um herói. Ingall continuou como, devido ao poder de um herói de transformar e inspirar aqueles ao seu redor, também toda pessoa tem dentro deles a luz e a força necessárias para ajudar a mudar o mundo. Da mesma forma, a autora Darlene Wade conecta o conteúdo lírico da música ao poder dentro da alma, mas também com a inclusão de Deus.
De acordo com Maryellen Moffitt, autora de "See It, Be It, Write It", "Hero" trata-se de olhar para si mesmo e descobrir a coragem interior de cada indivíduo, e de ser forte e acreditar em si mesmo em tempos de dificuldades e adversidades. Morffitt afirma que a música o ajudou pessoalmente a passar por momentos difíceis em que "as respostas pareciam tão distantes". Após sua apresentação gravada de "One Sweet Day" no Honda Center em Anaheim, Califórnia, durante The Adventures of Mimi Tour, Carey descreveu a importância da música para ela e seus fãs:

Eu escrevi uma música um tempo antes mesmo de "One Sweet Day" e não era a minha música favorita no mundo, mas eu a escrevi. Alguém me pediu para escrever uma música e eles me contaram a história, e você sabe que era uma espécie de conceito comovente ou algo assim. E eu fiz, e eu era como se você soubesse que não é necessariamente o que eu gosto em si, mas depois de fazer a música várias vezes e ter pessoas chegando e dizendo, obrigado por escrever 'Hero' porque salvou minha vida ou salvou a vida de meu pai ou de meus irmãos ou irmãs, ou algo dessa natureza, eu disse que sempre tenho que cantar essa música quando estou tocando porque, se não, você nunca sabe quem estou deixando de fora e você sabe o que, em épocas da minha vida, eu tive que recorrer à música liricamente e transformá-la em minha própria vida e cantar para mim mesma. Então é do álbum 'Music Box' e chama-se 'Hero', é para você.

## Processos de direitos autorais
"Hero" foi objeto de dois casos de plágio de direitos autorais; um de Christopher Selletti e outro de Rhonda Dimmie, arquivado em 1993 e 1996. Selletti afirmou que havia escrito a letra da música na forma de um poema. Um dia, enquanto dirigia Sly Stone em uma limusine para Long Island, ele alegou mostrar o poema. Selletti afirmou que Stone elogiou o poema, aceitando-o e prometendo patentear e ganhar royalties. Depois de muitos meses, o casal perdeu o contato, levando Selletti a enviar-se o envelope e o poema, realizando um "copyright de homem pobre". Três anos depois, em 1996, ele alegou ouvir o álbum de Carey, Music Box e ficou chocado quando notou as letras semelhantes da música. Ele entrou com uma ação contra Carey, Stone, Sony e o gerente de Stone, Jerry Goldstein. Selletti afirmou que Stone deve ter vendido ou contribuído com a letra para Carey durante a gravação do álbum no final de 1992. No entanto, como Stone não recebeu créditos de composição em "Hero", Selletti desistiu do processo contra Stone, deixando-o contra Carey e Sony. Antes da reunião no tribunal, Carey disse ao New York Daily News: "Sinto-me totalmente vitimada. 'Hero' é minha criação e tem um significado muito especial para mim. Tenho toda a intenção de lutar contra isso por todo o caminho". No tribunal, Carey forneceu evidências de sua inocência, na forma de um caderno lírico e de música datado, com informações conceituais sobre a música datada em 20 de novembro de 1992, antes do encontro de Selletti com Stone. Além disso, Carey afirmou o fato de que ela o havia escrito originalmente para o filme Hero ao lado de Afanasieff, tornando impossível a conexão ou o envolvimento do material dele. O juiz Denny Chin considerou Carey inocente e ordenou a Selletti que lhe pagasse uma multa.
Anos depois, após consultar outro advogado, Selletti fez outra tentativa de processar Carey e Sony. Seu advogado, Jeffrey Levitt, descobrira o fato de o filme ter sido lançado em outubro de 1992, seis semanas antes do namoro de 22 de novembro no caderno de Carey. Além disso, "Heart of a Hero", escrito por Luther Vandross para o filme, foi enviado em janeiro de 1992, tornando impossível para "Hero" ter sido a escolha original da música da trilha sonora. Depois de descobrir mais fitas do estúdio, datadas do verão de 1992, as gravações forneceram evidências de que Carey e Afansieff realmente discutiram e tiveram partes da música concluídas bem antes do lançamento do filme em outubro. Após as evidências de ambas as partes, o juiz negou provimento ao caso, julgando a favor de Carey pela segunda vez. Após a demissão do caso, Rhonda Dimmie, outra compositora e cantora independente, entrou com uma ação contra Carey, desta vez alegando que a música havia plagiado pesadamente sua música "Be Your Own Hero". Durante o breve depoimento de Carey, Afanasieff revelou que eles haviam escrito a música em dois dias durante o verão de 1992, "em questão de horas". Logo depois, o caso foi julgado improcedente, com o juiz alegando que não havia provas suficientes em nome de Dimmie. Após os processos, em 2001, Selletti deu mais dicas para planejar outro processo, Após os processos, Cindy Berger, publicitária de Carey, divulgou a seguinte declaração: "Este caso foi expulso da corte três vezes. O juiz federal depois de ouvir a história de Selletti e considerar todas as evidências que determinaram que o caso era uma 'invenção completa' e que foi arquivado 'para extorquir um acordo dos acusados de alto valor".

## Recepção

### Resposta crítica
Nathan Brackett, da Rolling Stone, chamou o tom vocal de Carey de "ouro" e considerou a música como um padrão para casamentos, funerais e audições de canto. O crítico do The Baltimore Sun, JD Considine, elogiou "Hero", escrevendo: "[Hero] é uma balada luxuosa e comovente, o tipo de coisa que outros cantores pagariam a Diane Warren para escrever". Além disso, ela chamou o coro de "animador" e "crescente", após elogios à performance vocal de Carey. A música recebeu uma crítica mista do editor do The Washington Post, Mike Joyce, que, apesar de impressionado, afirmou que não era tão boa quanto as baladas concorrentes da época, criticando a música, chamando-a de "roubo" de "Greatest Love of All" de Whitney Houston. Stephen Holden, outro editor da Rolling Stone também observou uma inspiração e semelhança com "Greatest Love of All" e chamou suas letras de "compostas inteiramente de clichês pop e soul".

### Desempenho comercial

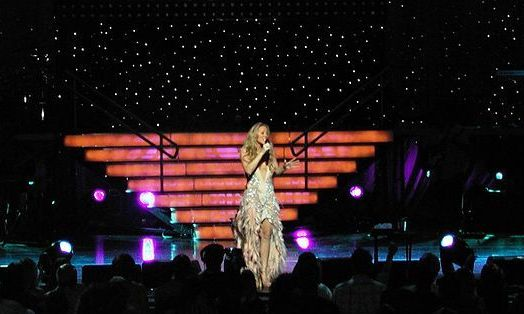
Carey performando "Hero" ao vivo durante sua Charmbracelet World Tour (2002–2003)

"Hero" se tornou o oitavo número um de Carey na parada americana da Billboard Hot 100. Atingiu a posição número um em sua décima semana e passou quatro semanas no topo, de 25 de dezembro de 1993 a 15 de janeiro de 1994. Substituiu "Again" de Janet Jackson e foi substituída por "All for Love" de Bryan Adams, Rod Stewart e Sting. No total, a música permaneceu no top 40 por 25 semanas, com 16 dos que passaram no top 10. No Billboard de fim de ano de 1994, "Hero" terminou em número cinco, número 53 no gráfico de final de década e número três no gráfico de final de ano de Airplay. "Hero" foi certificado como platina pela Recording Industry Association of America (RIAA), denotando vendas de mais de um milhão de unidades em todo o país. Antes do recital da música no concerto de Carey no Madison Square Garden, em 10 de dezembro de 1993, durante sua Music Box Tour, ela anunciou que os lucros das vendas estaduais do single seriam doados para as famílias das vítimas do tiroteio em Long Island Rail Road em 1993. A música foi dedicada aos três homens que subjugaram o atirador no palco naquela noite, três dias após a tragédia. Carey era uma ciclista frequente no serviço de horas de ponta do LIRR, saindo de Penn Station, quando morava em Long Island. No Canadá, a música estreou no número 64 na parada de singles da RPM durante a semana de 6 de novembro de 1993. Durante a semana de 4 de dezembro de 1993, "Hero" alcançou sua posição de pico no número três, permanecendo lá por três semanas consecutivas, e um total de 21 semanas entre as 100 melhores. "Hero" terminou nos números 48 e 22 nas paradas canadenses de 1993 e 1994.
A música entrou no Australian Singles Chart no número 47 da edição de 14 de novembro de 1993 e acabou passando três semanas em sua posição de pico, número sete. "Hero" foi certificado como platina pela Australian Recording Industry Association (ARIA), denotando vendas de mais de 70 000 unidades em todo o país. Na França, "Hero" entrou no gráfico único no número 24 durante a semana de 19 de março de 1994. Depois de permanecer seis semanas consecutivas em sua posição de pico no número cinco, e um total de 21 semanas no gráfico, a música foi certificada em prata pelo Syndicat National de l'Édition Phonographique (SNEP), indicando a comercialização de mais de 200 000 unidades. Nos Países Baixos, a música alcançou o número 13 na parada Single Top 100, passando oito semanas flutuando dentro da parada. "Hero" alcançou o número cinco na Irish Singles Chart, passando 14 semanas combinadas dentro da parada. Na Nova Zelândia, a música alcançou o número dois na parada de singles, passando cinco semanas consecutivas na posição e um total de 20 semanas na parada. "Hero" foi certificado platina pela Recording Industry Association of New Zealand (RIANZ), denotando vendas superiores a 15 000 unidades. Durante a semana de 21 de janeiro de 1994, a música alcançou o segundo lugar na Norwegian Singles Chart, passando um total de oito semanas na parada e sendo certificada em ouro pela lista VG-lista. Em 11 de novembro de 1993, a música entrou no UK Singles Chart no número oito. Na semana seguinte, alcançou sua posição de pico número sete, passando um total de 15 semanas no gráfico durante sua execução original. Em 8 de novembro de 2008, após o lançamento do "Hero" pelos finalistas do X Factor, ele voltou a entrar no gráfico no número 100. Duas semanas depois, "Hero" conseguiu alcançar o número 67 no gráfico, antes de cair fora dos 100 primeiros na semana seguinte. A partir de 2010, a MTV estima as vendas de "Hero" no Reino Unido em 270 000 unidades.

### Prêmios e distinções
"Hero" foi premiado e nomeado para prêmios em toda a indústria da música. No 12º Prêmio ASCAP, Carey levou para casa o prêmio de "Rhythm & Soul Songwriter". No ano seguinte, na 13ª cerimônia anual, "Hero" ganhou Carey por "Rhythm & Soul Songwriter" e "Pop Songwriter". A música recebeu o BMI Pop Award na cerimônia em 1995. Além disso, foi indicado para Best Female Pop Vocal Performance no Grammy Awards, perdendo para  "All I Wanna Do" de Sheryl Crow.

## Vídeos musicais e regravações
Antes do lançamento da música no final de 1993, Carey fez um concerto íntimo no Proctor's Theatre , Nova York, em 15 de julho de 1993. Após a gravação, o concerto foi lançado como o vídeo caseiro intitulado Here Is Mariah Carey (1993). A performance de Carey da música naquela noite foi editada e encomendada como o videoclipe oficial, dirigido por Larry Jordan. O vídeo foi incluído no DVD #1's (1998). O vídeo mostra ela em um vestido longo e escuro, exibindo cabelos longos e encaracolados. Em algumas versões internacionais do álbum, uma versão em espanhol da música foi incluída, como nas versões mexicana e argentina. Foi intitulado "Héroe" e contou com a tradução de Jorge Luis Piloto, um músico espanhol que veio trabalhar brevemente com Carey.
Em 2001, após os ataques de 11 de setembro, Carey regravou a música como um medley com "Never Too Far", seu single na época. Intitulado " Never Too Far/Hero Medley", foi lançado como single de caridade em outubro daquele ano. Em uma entrevista à MTV, Carey descreveu a idéia por trás do medley:

"Eu comecei a me apresentar em diferentes eventos de caridade, onde fiz uma combinação de 'Never Too Far' e 'Hero'. Nós transformamos isso em um medley e meio que colocamos os dois na mesma chave e apenas o fizemos funcionar, e as pessoas responderam, tem sido muito interessante para mim, desde os eventos de 11 de setembro, a maneira como as pessoas tocam 'Hero' e conversam comigo sobre 'Never Too Far', porque essa música também é sobre perda. seria uma coisa boa de se fazer, divulgar os dois no Natal ... Sinto que é nossa responsabilidade fazer o que podemos agora em termos de música, apenas artistas e seres humanos".

Em 2008, antes do lançamento do álbum de compilação de Carey, The Ballads, Carey gravou uma versão de "Hero" com novos vocais, lançando-a na versão americana do álbum. Além disso, um videoclipe foi filmado e lançado para a versão de 2008, apresentando cenas dos bastidores da gravação da música, bem como a composição de Carey no estúdio.

## Apresentações ao vivo

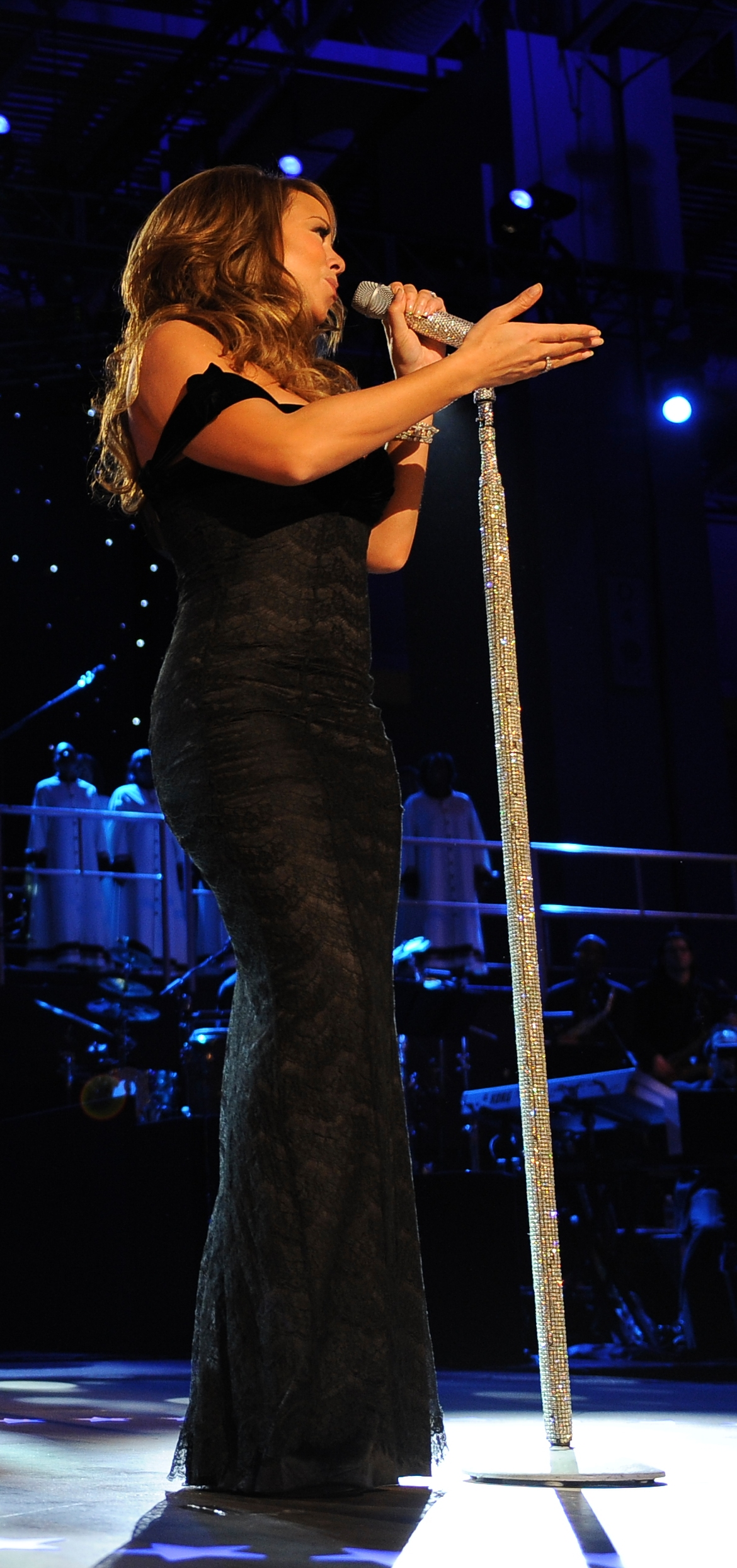
Carey performando "Hero" ao vivo durante a cerimônia de posse do Presidente Obama em Washington D.C..

Devido a pedidos de fãs e seu conteúdo lírico pessoal, Carey cantou "Hero" em várias ocasiões ao longo de sua carreira. Ela tocou a música pela primeira vez em julho de 1993 no Proctor's Theatre, mais tarde lançada como Here Is Mariah Carey. Mais tarde, ela apresentou a música ao vivo no The Arsenio Hall Show em novembro de 1993, aparecendo no palco depois de uma curta entrevista usando um vestido preto de comprimento médio e ostentando longos cabelos castanhos. Ela se juntou a três vocalistas de apoio, Trey Lorenz, Cindi Mizelle e Melodie Daniels. Carey continuou a promoção da música nos Estados Unidos com uma apresentação no The Jay Leno Show na semana seguinte. Em toda a Europa e Australásia, Carey fez aparições no Sacrée Soirée na França, Platendaagse nos Países Baixos, Sale El Dia na Espanha, Sontagsoppet na Suécia e Hey Hey It's Saturday na Austrália. Em 15 de maio de 1996, no Serviço Memorial Nacional dos Oficiais da Paz, realizado nos terrenos do Capitólio dos EUA, Carey cantou o Hero em homenagem aos policiais mortos no cumprimento do dever. Estiveram presentes o presidente dos EUA na época, Bill Clinton. Após o lançamento de seu sexto álbum de estúdio, Butterfly, Carey a apresentou ao lado de "Butterfly" no The Oprah Winfrey Show em 22 de setembro de 1997. Entre as duas apresentações, Winfrey entrevistou Carey sobre seu casamento conturbado com Mottola, além dos vários rumores negativos que se seguiram ao divórcio. Dois anos depois, ela cantou "Hero" junto com Luciano Pavarotti em Modena, Itália durante o verão de 1999. Carey apareceu no palco ao lado dele, vestindo um longo vestido rosa e exibindo um penteado longo e reto. A performance foi filmada e lançada no VHS como Pavarotti and Friends.
Carey cantou "Hero" em Seul, Coréia do Sul, em junho de 1999, durante o concerto beneficente Michael Jackson & Friends, que arrecadou dinheiro para várias organizações de caridade. Em 21 de setembro de 2001, após os ataques de 11 de setembro, Carey cantou "Hero" como parte do teleton do America: A Tribute to Heroes. Sua aparição no teleton foi sua primeira aparição pública desde que foi divulgada e hospitalizada, antes do lançamento de Glitter. Em 2003, Carey apresentou uma mistura de músicas de seu álbum, Charmbracelet (2002), durante o final do jogo da NBA All-Star Game de Michael Jordan em 2003. Após o medley, ela incluiu "Hero" no pequeno set-list, seguido pelo jogo final de Jordan. Em 2 de julho de 2005, um concerto beneficente foi realizado no Hyde Park, em Londres, intitulado Live 8. O evento televisionado foi assistido por mais de 9,6 milhões de cidadãos britânicos e teve uma audiência ao vivo de mais de 200 000. Carey tocou um set-list de três músicas, abrindo com "Make It Happen" e "Hero", que apresentavam um coro ao vivo de crianças africanas e seguido de "We Belong Together", acompanhado pelos atores Chris Barrie, Judy Flynn, Mike Burns e Julia St. John. Durante uma turnê promocional para seu décimo primeiro trabalho de estúdio E=MC2, em 2008, a música foi regravada pelos finalistas do X Factor do Reino Unido em 2008 e lançada como single. Antes de seu lançamento, Carey apareceu no programa, onde ela performou seu single na época "I Stay in Love", seguido por um dueto de "Hero" entre ela e os finalistas. Em 2009, durante a cerimônia de posse de Barack Obama, Carey abriu o evento na televisão com uma versão ao vivo de "Hero", vestindo um longo vestido de noite preto enquanto exibia um penteado longo e ondulado. Em 5 de junho de 2010, Carey apresentou a música ao lado de "We Belong Together" na reunião dos acionistas do Walmart. Após o desempenho, Carey ganhou forte cobertura da mídia por seu aparente ganho de peso, levando muitos a suspeitar de sua gravidez com o marido Nick Cannon.
Além das várias apresentações ao vivo na televisão, Carey incluiu "Hero" nos set-lists de todas as suas turnês, geralmente servindo como um dos números finais. Em uma entrevista, Carey disse que, embora não seja uma de suas músicas favoritas, ela tenta cantá-la em cada um de seus shows devido à sua poderosa mensagem, temendo que, se não o fizer, ela poderá perder a oportunidade de ajudar alguém. Ela tocou a música pela primeira vez em concerto durante a Music Box Tour, nos Estados Unidos. Durante a apresentação da música, Carey vestiu um vestido preto e sandálias combinando, enquanto exibia suas madeixas douradas da época. Durante suas apresentações no Tokyo Dome em sua Daydream World Tour (1996), Carey apresentou a música como um dos números finais. Antes da música, Carey apresentou Afanasieff, que tocou o órgão durante toda a turnê. Carey apareceu no palco com um penteado reto e um longo vestido de gala preto. Em sua turnê mundial Butterfly, em 1998, Carey tocou "Hero" como a oitava música do set-list. Ao contrário de sua turnê anterior, Afanasieff não estava presente, devido à contínua disputa pessoal da dupla. Durante a música, Carey foi apoiada por três vocalistas e usava um longo vestido preto de lantejoulas. Em 2000, durante sua turnê mundial Rainbow, Carey usou "Hero" como o número final da turnê, deixando o palco para conhecer e cumprimentar os fãs durante a apresentação da música. Da mesma forma, "Hero" serviu como o número final em sua Charmbracelet World Tour (2002-2003), onde ela usava um longo vestido bege e cauda de penas. Em 2006, durante a turnê The Adventures of Mimi Tour, Carey tocou "Hero" como a penúltima música do set-list. Ela usava um vestido azul até o chão e recebeu voz de quatro cantores de fundo. Após o lançamento de seu décimo segundo trabalho de estúdio, Carey embarcou na Angels Advocate Tour. Depois de executar o set-list regular, Carey saiu da arena, apenas para fazer uma reentrada em "Hero" como a performance do encore. Ela também tocou a música regularmente como parte de sua turnê mundial The Elusive Chanteuse Show de 2014 e seu primeiro show anual de Natal no Beacon Theatre de Nova York, intitulado All I Want For Christmas Is You, A Night of Joy & Festivity. Além disso, ela incluiu a música em sua residência em 2015 em Las Vegas, Mariah Carey Number 1's, uma crônica de seus 18 hits número 1 nos EUA. A música foi apresentada em 8º lugar em seu setlist. Ela cantou em uma plataforma circular no palco, vestindo um vestido branco curto.

## Versões cover e usos
"Hero" foi abordado várias vezes através de apresentações ao vivo, bem como versões gravadas em estúdio. Além disso, desde a sua estreia, conquistou forte atenção da mídia. Em 2009, antes dos resultados das eleições, a esposa de Barack Obama, Michelle, tocou a música para dar força e apoio interno. Uma fonte próxima a Carey afirmou que ouvir o uso da música significava muito para ela, dizendo: "Ela ficou encantada quando ouviu. Ela está muito honrada por ter desempenhado seu papel nessa ocasião". No Essence Awards de 1994, Aretha Franklin apresentou uma versão ao vivo da música como uma homenagem ao Reverendo Jesse Jackson. Em 2001, Neal Schon executou uma versão instrumental no álbum Voice. Os cantores filipinos Regine Velasquez e Sarah Geronimo tocaram a música ao vivo na televisão, com o primeiro tocando uma mistura da música ao lado de "Anytime You Need a Friend". O grupo pop internacional de ópera masculina Il Divo incluiu a versão em espanhol da música em seu segundo álbum de estúdio, Ancora (2005). A cantora e atriz australiana Natalie Bassingthwaighte apresentou uma versão ao vivo da música na Campanha dos Heróis na Copa do Mundo de Rugby League de 2008. Michael Ball, cantor, ator e personalidade de rádio britânico, fez cover de "Hero" em seu álbum intitulado  One Voice (2006). Em 1994, a cantora japonesa Miho Nakayama lançou a música como um single com letras japonesas escritas por ela mesma e se tornou um grande sucesso. A concorrente da 5ª temporada do American Idol, Heather Cox, cantou a música durante a semana das 20 melhores apresentações, apenas para ser eliminada naquela noite por não conseguir interpretar a música com sucesso. Da mesma forma, a participante da 7ª temporada, Brooke White, cantou a música durante a semana temática de Mariah Carey, enquanto a participante da 8ª temporada Danny Gokey apresentou a música nas 36 melhores performances. A concorrente da 10ª temporada, Karen Rodriguez, apresentou a música nas versões em inglês e espanhol nas 24 melhores performances, tornando-a entre as 13 melhores na noite seguinte. A cantora nipo-americana Yuna Ito incluiu sua versão de "Hero" em seu álbum de compilação Love -Singles Best 2005–2010. A cantora de R&B barbadense Rihanna cantou "Hero" durante um show de talentos ao vivo em sua escola em Barbados, aos 15 anos. Logo depois, ela foi contratada por Jay-Z para Def Jam. A vencedora do The X Factor, Melanie Amaro apresentou a música durante a primeira temporada do show, como uma música escolhida por ela pelo público. Em 2013, Dami Im regravou uma versão para seu álbum auto intitulado. O álbum foi o número 1 na Austrália.

## Faixas
| - CD single Europa 1. "Hero" (Versão LP) – 4:18 2. "Hero" (Ao vivo no Here Is Mariah Carey) – 4:16 - European CD maxi-single 1. "Hero" (Versão LP) – 4:19 2. "Dreamlover" (Def Club Mix) – 4:02 3. "Dreamlover" (Theo's Club Joint) – 4:32 4. "Dreamlover" (Def Tribal Mix) – 6:40 | - CD single Japonês 1. "Hero" – 4:18 2. "Everything Fades Away" – 5:25 - CD Maxi Single Americano 1. "Hero" (Versão LP) – 4:18 2. "Hero" (Ao vivo no Here Is Mariah Carey) – 4:16 3. "Everything Fades Away" – 5:25 4. "Dreamlover" (Club Joint Mix) – 4:33 |

## Créditos e equipe
Esses créditos foram adaptados das notas principais da Music Box.
"Hero" foi gravado no The Plant Studios, Sausalito, Califórnia, e The Record Plant, Los Angeles. Os vocais foram mixados no Right Track Studios, Nova York.
| - Mariah Carey – co-produção, composição, voz - Walter Afanasieff – co-produção, composição, teclados, programação de ritmos, violão - Michael Landau – guitarra - Dana Jon Chappelle – engenharia vocal | - David Gleeson – engenharia - Mick Guzauski – mixagem - Bob Ludwig – masterização |

## Desempenho nas tabelas musicais
| Tabela musical (1993–94)                                               | Melhor posição |
| ---------------------------------------------------------------------- | -------------- |
| Alemanha (Offizielle Deutsche Charts)                                  | 41             |
| Austrália (ARIA)                                                       | 7              |
| Bélgica (Ultratop 50 de Flandres)                                      | 45             |
| Canadá (RPM)                                                           | 3              |
| Canadá (RPM Adult Contemporary)                                        | 1              |
| Canadá (The Record)                                                    | 10             |
| Estados Unidos (Billboard Hot 100)                                     | 1              |
| Estados Unidos (Billboard Adult Contemporary)                          | 2              |
| Estados Unidos (Billboard Hot Latin Songs) Versão em espanhol: "Héroe" | 40             |
| Estados Unidos (Billboard R&B/Hip-Hop Songs)                           | 5              |
| Estados Unidos (Billboard Mainstream Top 40)                           | 1              |
| Estados Unidos (Billboard Rhythmic)                                    | 2              |
| Europa (European Hot 100 Singles)                                      | 19             |
| França (SNEP)                                                          | 5              |
| Islândia (Íslenski Listinn Topp 40)                                    | 23             |
| Irlanda (IRMA)                                                         | 5              |
| Japão (Oricon Albums Chart)                                            | 42             |
| Noruega (VG-lista)                                                     | 2              |
| Nova Zelândia (Recorded Music NZ)                                      | 2              |
| Países Baixos (Dutch Top 40)                                           | 10             |
| Países Baixos (Single Top 100)                                         | 13             |
| Reino Unido (UK Singles Chart)                                         | 7              |
| Suécia (Sverigetopplistan)                                             | 27             |

| Tabela musical (1993)                            | Melhor posição |
| ------------------------------------------------ | -------------- |
| Canadá (RPM)                                     | 63             |
| Canada (RPM Adult Contemporary)                  | 97             |
| Países Baixos (Dutch Top 40)                     | 118            |
| Reino Unido (Official Charts Company)            | 58             |
| Tabela musical (1994)                            | Melhor posição |
| Alemanha (Official German Charts)                | 91             |
| Austrália (ARIA)                                 | 59             |
| Canadá (RPM)                                     | 22             |
| Canadá (RPM Adult Contemporary)                  | 17             |
| Estados Unidos (Billboard Hot 100)               | 5              |
| Estados Unidos (Billboard Adult Contemporary)    | 7              |
| Estados Unidos (Billboard Hot R&B/Hip-Hop Songs) | 44             |
| França (SNEP)                                    | 19             |
| Nova Zelândia (Recorded Music NZ)                | 41             |
| Países Baixos (Dutch Top 40)                     | 223            |

| Tabela musical (1990–1999)         | Melhor posição |
| ---------------------------------- | -------------- |
| Estados Unidos (Billboard Hot 100) | 53             |

| Tabela musical (1958–2018)         | Melhor posição |
| ---------------------------------- | -------------- |
| Estados Unidos (Billboard Hot 100) | 435            |

## Vendas e certificações
| Região                                                                                             | Certificação | Vendas    |
| -------------------------------------------------------------------------------------------------- | ------------ | --------- |
| Austrália (ARIA)                                                                                   | 2× Platina   | 140,000^  |
| Estados Unidos (RIAA)                                                                              | 2× Platina   | 1,145,000 |
| França (SNEP)                                                                                      | Prata        | 125,000*  |
| Noruega (IFPI Noruega)                                                                             | Ouro         | 5,000*    |
| Nova Zelândia (RMNZ)                                                                               | Ouro         | 10,000*   |
| Reino Unido (BPI)                                                                                  | Prata        | 270,000   |
| *números de vendas baseados somente na certificação ^distribuições baseadas apenas na certificação |              |           |